# Brixton Library
La Brixton Library (littéralement « bibliothèque de Brixton », également connue sous le nom de Brixton Tate Library) est une bibliothèque publique du borough londonien de Lambeth à Brixton, dans le sud-ouest de Londres. Elle a été construite dans les années 1890 par le mécène anglais Sir Henry Tate. Le bâtiment est un monument historique classé Grade II.

## Histoire

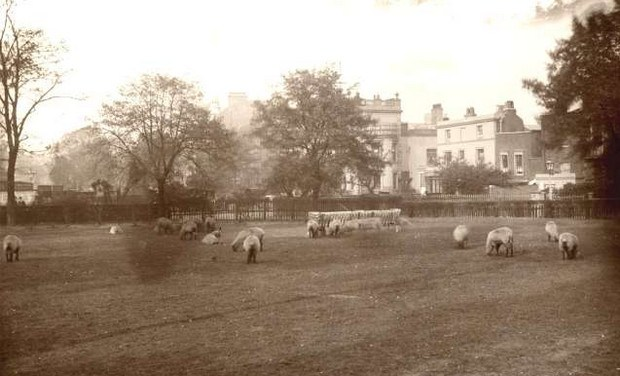
Rush Common, Brixton, vers 1892

Le terrain sur lequel se trouve la Brixton Library faisait autrefois partie d'un terrain commun appelé le Rush Common. En 1806, une loi du Parlement « stipulait 'qu'aucun bâtiment ou construction au-dessus de la surface de la Terre' ne devait être érigé sur le Rush Common à moins de 150 pieds de la route à péage de Londres à Croydon (aujourd'hui les routes Brixton Road et Brixton Hill) ». Entre 1891 et 1893, Sir Henry Tate construisit la bibliothèque pour un coût de 15 000 livres sterling. Le 4 mars 1893, elle fut inaugurée par le prince de Galles.

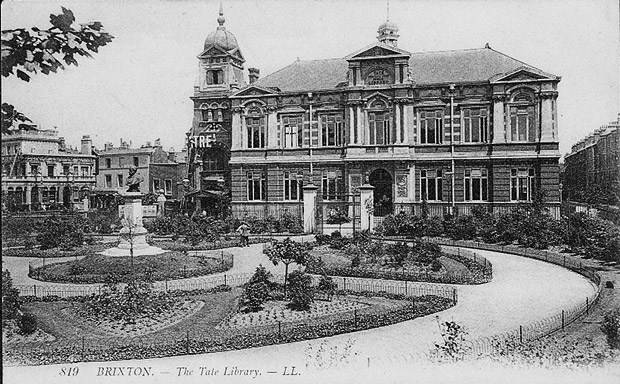
La Brixton Library en 1905

Selon le Survey of London (1956), « l'architecte était Sidney R. J. Smith, et les constructeurs étaient F. et H. F. Higgs. Selon une plaque dans le hall d'entrée, le jardin devant la bibliothèque a été offert en 1905 par Amy, Lady Tate en réponse au souhait de son mari Sir Henry Tate ».
En 1904, Dame Amy Tate avait acheté le terrain en face de la bibliothèque pour en créér un jardin public, avec un buste de Sir Henry Tate en son centre qui se trouve maintenant devant la bibliothèque. Le buste de Tate est lui-même un monument historique classé Grade II.
Le théâtre situé à côté de la bibliothèque fut détruit par les bombardements en 1940, ce qui permit au cinéma voisin de s'agrandir à sa place. Ce cinéma, dont le bar et le café se trouvent désormais sur l'ancien site du théâtre, est aujourd'hui connu sous le nom de Ritzy Cinema. La bibliothèque est un monument historique classé Grade II depuis 1999.

## Aujourd'hui
Aujourd'hui, la bibliothèque abrite une collection de livres comprenant des encyclopédies ainsi que des livres en bengali, chinois, français, allemand, italien, polonais, portugais, russe et espagnol. La bibliothèque est un monument historique classé Grade II depuis 1999. Le bâtiment est accessible aux fauteuils roulants et dispose d'ordinateurs et d'un accès Internet pour les utilisateurs.
La bibliothèque propose également des formations gratuites aux compétences numériques et accueille des concerts et d'autres événements. En 2024, la bibliothèque a accueilli une exposition des œuvres de Sir Frank Bowling.